# Адел
Адел Лори Блу Адкинс (на английски: Adele Laurie Blue Adkins) , по-известна само с малкото си име Адел, е английска поппевица и текстописец.

## Биография
Родена е на 5 май 1988 г. в Тотнъм, Северен Лондон. Баща ѝ я изоставя, когато е на 2 години, оставяйки 20-годишната ѝ майка, за което Адел още не му е простила. Тя започва да пее от 4-годишна възраст.
Когато е на 11 г. с майка си се преместват в Брикстън, а след това в съседния квартал Уест Норуд в Южен Лондон. Кварталът е темата за първия ѝ запис „Hometown Glory“, записан, когато е 16-годишна. Започва в Южен Лондон да се интересува от R&B изпълнители, като Алия. Завършва BRIT училище за сценични изкуства и технологии в Кройдън през май 2006 година, където са съученици с Леона Луис и Джеси Джей.

## Кариера
В началото на кариерата ѝ е предложен договор от звукозаписното студио XL Recordings, след като неин приятел качва нейно изпълнение в MySpace през 2006 г.

### 2006 – 2010 г.
С пускането на сингъла си „Hometown Glory“ през есента на 2007 г. печели вниманието на още по-широка публика. През декември същата година печели първата си награда на критиците Critics' Choice на BRIT Awards, с която я отличават като многообещаващ подрастващ талант. При ежегодната реномирана BBC прогноза кой изпълнител има потенциала да направи пробив през следващата година тя заема в прогнозата Sound of 2008 номер 1.
Вторият ѝ сингъл – „Chasing Pavement" излиза през януари 2008 година, като веднага заема номер 2 в британските чартове и успява да се задържи на тази позиция в продължение на три седмици. Името на дебютния и албум „19“ е препратка към възрастта, а албумът се изкачва до върха на класациите за албуми както във Великобритания, така и в други европейски страни. В песните на албума става въпрос най-вече за чувства, мисли и разочарования от последната ѝ връзка.

### 2010 – 2014 г.: турнета и големи успехи
През 2010 г. Адел получава Грами номинация за най-добро женско поп вокално изпълнение за „Hometown Glory“. През април песента ѝ „My Same“ влиза в германската класация, след като е изпълнена от Лена Майер-Ландурт в шоуто за таланти конкурс Unser Star für Oslo (Our Star for Oslo), в който влизането на песента ѝ на немски на конкурса Евровизия 2010 е определена. В края на септември, след представянето на X Factor, версията на Адел на песента на Боб Дилън „Make You Feel My Love“ повторно влиза в британските класации за сингли под номер 4. През 2010 г. Адел изпълнява широко рекламиран дует с Дариъс Рукър на песента на Lady Antebellum – „Need You Now“. Този спектакъл по-късно е номиниран за CMT Music Award.
„Skyfall“ е песен, изпълнявана от английската певица и композитор Адел, и едноименна песен-тема на 23-тия филм за Джеймс Бонд от Eon Productions, Skyfall. Песента е написана от Адел и продуцента Paul Epworth, озвучена от JAC Редфорд. „Skyfall“ е била пусната на 5 октомври 2012 г. в 0:07 BST, като част от „Глобалния ден на Джеймс Бонд“, в чест на 50-годишнината от пускането на първия филм за Джеймс Бонд.

### 2015 г.: Завръщане на музикалната сцена
При своето завръщане Адел продава над 20 милиона копия от албума си „25“ за по-малко от година.

## Други дейности
На 12 юни 2016 г. Адел посвещава своя концерт в Антверпен на жервите на стрелбата в нощния гей клуб в Орландо, заявявайки, че „ЛГБТ хората са мои сродни души още от малка и съм много засегната от това“ и „тези атаки съкрушиха сърцето ми“.

## Дискография

### Студийни албуми
- 19 (2008)
- 21 (2011)
- 25 (2015)
- 30 (2021)

### Видео албуми
- Live at the Royal Albert Hall (2011)

### EP албуми
- iTunes Live from SoHo (2009)
- iTunes Festival: London 2011 (2011)

### Сингли
- Hometown Glory (2007)
- Cold Shoulder (2008)
- Chasing Pavements (2008)
- Make You Feel My Love (2008)
- Rolling in the Deep (2010)
- Someone like You (2011)
- Set Fire to the Rain (2011)
- Rumour Has It (2011)
- Turning Tables (2011)
- Skyfall (2012)
- Hello (2015)
- When We Were Young (2016)
- Easy on Me (2021)

## Турнета
- An Evening with Adele (2008 – 2009)
- Adele Live (2011)
- Adele Live 2016 (2016)
- Weekends with Adele (2024)

## Награди
През 2007 година получава награда „Брит – Избор на критиците“, както и Запис на 2008 г. от BBC. Дебютният ѝ албум „19“ е издаден през 2008 г. и е последван от широк комерсиален успех и одобрение от критиците във Великобритания, където става четири пъти платинен. Добива популярност и в САЩ, след появата си в „Saturday Night Live“ в края на 2008 г. През 2009 г. на 51-вите награди Грами Адел получава награди за „Най-добър нов изпълнител“ и „Най-добро женско поп вокално изпълнение“. През 2009 и 2010 г. Адел е обявена и за „Най-добра британска соло изпълнителка“. През февруари 2012 г. Адел е на пето място в класацията 100-те най-велики жени в музиката на VH1 . На церемонията на 12 февруари 2012 г. печели още шест статуетки Грами. Вторият ѝ албум „21“ е с рекордни продажби не само на Острова, но и отвъд океана. Той е причина Адел да спечели освен Грами и много други награди, включително още три „Американски музикални награди“ и две награди „Брит“.

### Грами
| Година | Категория                                                      | За                    | Резултат   |
| ------ | -------------------------------------------------------------- | --------------------- | ---------- |
| 2009   | Best New Artist (Най-добър нов артист)                         | Адел                  | Спечелена  |
| 2009   | Record of the Year (Запис на годината)                         | „Chasing Pavements“   | Номинация  |
| 2009   | Song of the Year (Песен на годината)                           | „Chasing Pavements“   | Номинация  |
| 2009   | Best Pop Vocal Performance (Най-добро вокално поп изпълнение)  | „Chasing Pavements“   | Спечелена  |
| 2010   | Best Pop Vocal Performance (Най-добро вокално поп изпълнение)  | „Hometown Glory“      | Номинирана |
| 2012   | Album of the Year (Албум на годината)                          | „21“                  | Спечелена  |
| 2012   | Best Pop Vocal Album (Най-добър поп албум)                     | „21“                  | Спечелена  |
| 2012   | Record of the Year (Запис на годината)                         | „Rolling in the Deep“ | Спечелена  |
| 2012   | Song of the Year (Песен на годината)                           | „Rolling in the Deep“ | Спечелена  |
| 2012   | Best Short Form Music Video (Най-добро кратко музикално видео) | „Rolling in the Deep“ | Спечелена  |
| 2012   | Best Pop Vocal Performance (Най-добро вокално поп изпълнение)  | „Someone Like You“    | Спечелена  |

Оскар
| Година | Категория                                  | За        | Резултат  |
| ------ | ------------------------------------------ | --------- | --------- |
| 2013   | Original Song (Най-добра оригинална песен) | „Skyfall“ | Спечелена |